# Škofljica
Škofljica è un comune di 8 282 abitanti della Slovenia centrale. 

## Storia
In epoca asburgica era suddiviso nei comuni catastali di Želimlje (ted. Schelimle), Pijava Gorica (ted. Piautzbüchel), Lanišče (ted. Lanische) e Orle. In seguito Lanišče divenne parte del comune di Šmarje (ted. Sankt Marein), mentre Orle perse il proprio status di capoluogo a favore dell'ex frazione di Rudnik.
Dal 1941 al 1943, durante l'occupazione italiana, ha fatto parte della Provincia di Lubiana.
Il capoluogo comunale si trova lungo la strada Lubiana–Kočevje e la linea ferroviaria Lubiana–Grosuplje–Metlika, all'estremità sud-orientale della Palude di Lubiana. Škofljica si è sviluppata all'incrocio delle strade verso Igo, Kočevje e Lubiana. È collegata a quest'ultima dalle linee regolari di autobus urbani n. 3B, N3B e la linea integrata 3G nonché le linee interurbane da Videm, Šentvid pri Stični e Želimlje. Oggi Škofljica è principalmente un insediamento suburbano. Tra gli impianti industriali predominano gli impianti di lavorazione più piccoli e un'azienda di legname con una segheria.
Škofljica viene menzionata anche nella canzone di Jani Kovačič intitolata "Jaz grem gor na Škofl'co" (in sloveno). Il luogo era noto per il suo sanatorio, che apparteneva alla clinica psichiatrica di Lubiana e il cui direttore più famoso fu Janez Rugelj.